# Tysklands Grand Prix 1965
Tysklands Grand Prix 1965 var det sjunde av tio lopp ingående i formel 1-VM 1965.  

## Resultat
1. Jim Clark, Lotus-Climax, 9 poäng
2. Graham Hill, BRM, 6
3. Dan Gurney, Brabham-Climax, 4
4. Jochen Rindt, Cooper-Climax, 3
5. Jack Brabham, Brabham-Climax, 2
6. Lorenzo Bandini, Ferrari, 1
7. Joakim Bonnier, R R C Walker (Brabham-Climax)
8. Masten Gregory, Scuderia Centro Sud (BRM)

### Förare som bröt loppet
- John Surtees, Ferrari (varv 11, växellåda)
- Jo Siffert, R R C Walker (Brabham-BRM) (9, motor)
- Mike Spence, Lotus-Climax (8, transmission)
- Gerhard Mitter, Lotus-Climax (8, vattenläcka)
- Richard Attwood, Reg Parnell (Lotus-BRM) (8, vattenläcka)
- Bruce McLaren, Cooper-Climax (7, växellåda)
- Denny Hulme, Brabham-Climax (5, bränsleläcka)
- Chris Amon, Reg Parnell (Lotus-BRM) (3, elsystem)
- Paul Hawkins, DW Racing Enterprises (Lotus-Climax) (3, oljeläcka)
- Jackie Stewart, BRM (2, upphängning)
- Frank Gardner, John Willment Automobiles (Brabham-BRM) (0, växellåda)

### Förare som ej startade
- Bob Anderson, DW Racing Enterprises (Brabham-Climax) (olycka)

### Förare som ej kvalificerade sig
- Roberto Bussinello, Scuderia Centro Sud (BRM)
- Ian Raby, Ian Raby Racing (Brabham-BRM)

## VM-ställning
| Förarmästerskapet 1. Jim Clark, Lotus-Climax, 54 2. Graham Hill, BRM, 30 3. Jackie Stewart, BRM, 25 | Konstruktörsmästerskapet 1. Lotus-Climax, 54 2. BRM, 39 3. Ferrari, 21 |